# 両唇放出音
両唇放出音（りょうしん ほうしゅつおん）とは子音の類型の一つ。下唇と上唇で口腔を閉鎖すると同時に声門も閉鎖させた状態で、喉頭を上昇させて声道内に気流を生じさせ、同時に両唇を開放することによって起こる閉鎖音に酷似した破裂の音。国際音声字母で[pʼ]と記述される。

## 特徴
- 発声 - 声帯の振動を伴わない無声音。
- 調音
  - 調音位置 - 下唇と上唇による両唇音。
  - 調音方法
    - 口腔内の気流 -
    - 調音器官の接近度 - 喉頭を上昇させて声道内に気流を生成することによって生じる放出音。
    - 口蓋帆の位置 - 口蓋帆を持ち上げて鼻腔への通路を塞いだ口音。

## 言語例
放出音は一般に調音部位が奥の方である場合が多く、放出音を持つ言語でも両唇放出音は持っていないか、持っていても頻度が低い。たとえばアムハラ語では原則としてゲエズ語からの借用語にのみ見られ、ゲエズ語ではギリシア語からの借用語で無声無気音の p (π) を写すために用いられている。
- エチオピア・セム諸語（アムハラ語: ኢትዮጵያ [itjopʼːja]「エチオピア」[2]、ጳጳስ [pʼappʼas] 「総主教」[3]）
- オロモ語
- ケチュア語
- ウビフ語
- グルジア語 პ